# Bradina finbaralis
Bradina finbaralis là một loài bướm đêm trong họ Crambidae.